# Paraflabellina ischitana
Flabelline d'Ischia
Espèce
Synonymes
- Flabellina ischitana Hirano & T. E. Thompson, 1990[2]

Paraflabellina ischitana, communément appelé la Flabelline d'Ischia, est une espèce de nudibranches de la famille des Flabellinidae. Ce petit mollusque, le plus souvent violet et qui mesure 40 mm au maximum, se rencontre dans toute la mer Méditerranée, ainsi que sur le littoral atlantique à proximité du détroit de Gibraltar. Hermaphodite comme tous les nudibranches, il dépose à la fin du printemps un cordon en spirale composé de milliers d’œufs desquels éclosent des larves véligères.

## Systématique
L'espèce Paraflabellina ischitana a été initialement décrite en 1990 sous le protonyme de Flabellina ischitana par Yoshiaki J. Hirano (d) et Thomas Everett Thompson (d) et ce à partir d'un holotype prélevé à proximité de l'île d'Ischia, en mer Tyrrhénienne. L'épithète spécifique signifie donc « d'Ischia ».

## Distribution et habitat
Ce nudibranche est présent dans l'ensemble de la mer Méditerranée : de la Costa Brava jusqu'en mer Tyrrhénienne. L'espèce se rencontre également sur le littoral atlantique, à proximité du détroit de Gibraltar : des observations ont été effectuées sur le littoral portugais ainsi qu'aux îles Canaries,. F. ischitana vit sur des fonds rocheux ou détritiques où se développent des hydraires du genre Eudendrium à partir desquels elle se nourrit. On la trouve entre 1 et 30 m sous la surface,.

## Description
La Flabelline d'Ischia mesure entre 10 et environ 40 mm, ; la taille maximale généralement avancée est d'environ 30 mm. La coloration du corps est le plus souvent mauve ou violette mais peut varier : certains individus sont plus pâles et possèdent un corps blanc quasiment translucide, alors que d'autres sont violet foncé uniforme,. Cette coloration violette se poursuit sur les rhinophores, sur les tentacules oraux ainsi que sur la base des cérates. Les rhinophores sont cylindriques, annelés et portent entre 12 et 19 lamelles perpendiculaires par rapport à l'axe longitudinal, ; ils sont plus longs que les tentacules mais tous s’achèvent par une pointe de blanc opaque. C'est à la base des rhinophores que sont situés les petits yeux violets de la flabelline. Semi-translucides, les cérates laissent voir une extension de la glande digestive : celle-ci leur confère une coloration comprise entre l'orangé et le rouge, voire sépia ou rose,. Un anneau blanc opaque est visible à la quasi extrémité des cérates mais l'apex est translucide. 
Les plus grands individus portent jusqu'à neuf rangées de bouquets de cérates de chaque côté de la surface dorsale. Chacune de ces rangées nettement séparées s'élève à partir d'un pédoncule commun. Le dos est parcouru de nombreuses papilles. L'anus ainsi que l'appareil génital hermaphrodite sont situés sur le côté droit du corps. Le pied est étroit et de la même couleur que le reste du corps : deux tentacules triangulaires s'étendent vers le devant de l'animal. La queue est petite et étroite.

## Écologie

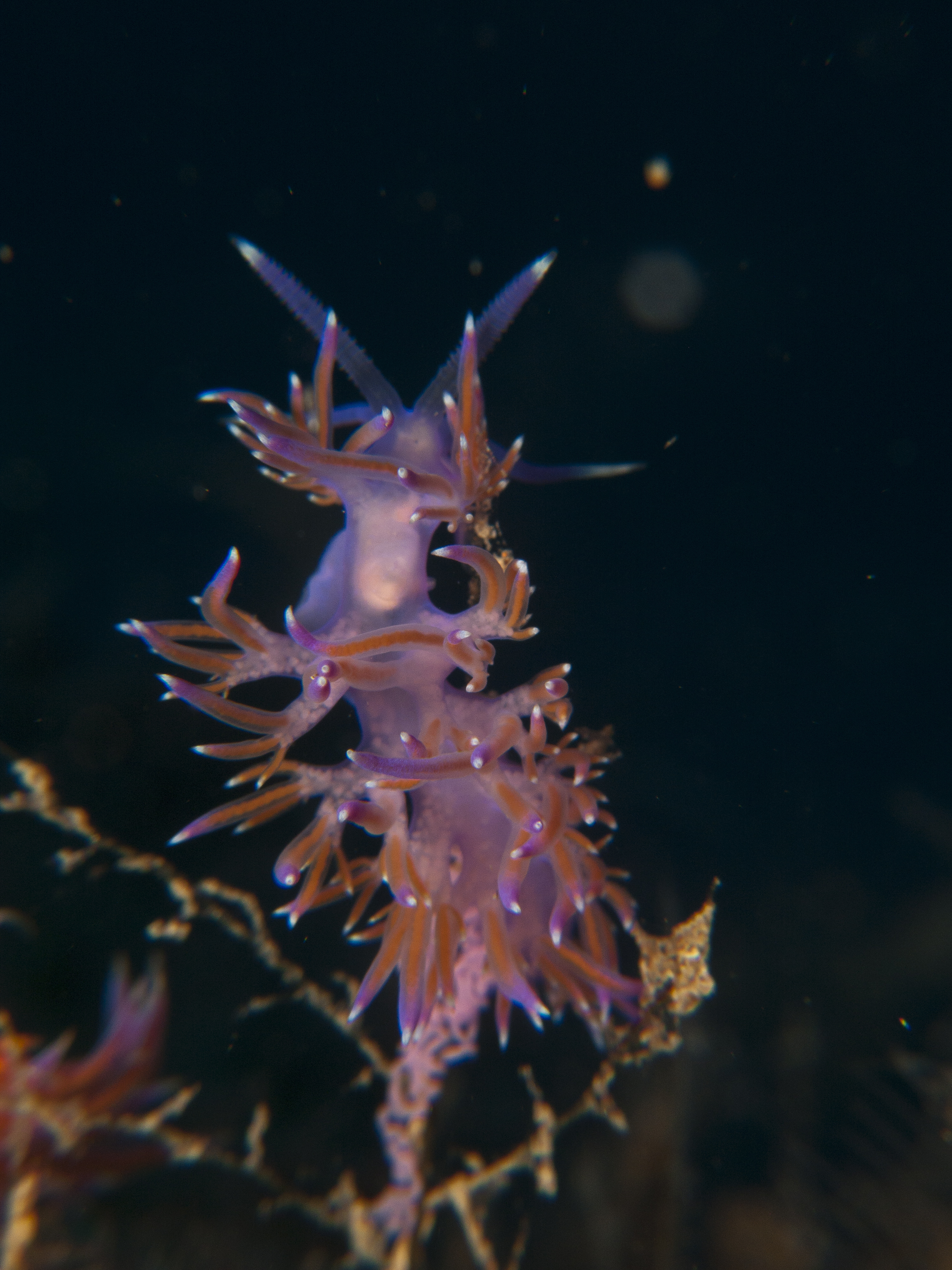
Paraflabellina ischitana déposant l'oothèque sur un hydraire.

Paraflabellina ischitana se nourrit d'hydraires du genre Eudendrium, notamment E. racemosum et E. glomeratum,. Lorsque le nudibranche se nourrit de l'hydraire, les nématocystes de ce dernier traversent le système digestif sans être abimés et sont envoyés aux extrémités des cérates. Ils sont ensuite utilisés pour la défense du nudibranche. Le spécimen adulte de l'espèce 'Paraflabellina ischitana' n'a pas de prédateur connu ; la tenue très colorée de l'animal pourrait servir d'avertissement.
Comme les autres nudibranches, cette espèce est hermaphrodite : l'accouplement a lieu à la fin du printemps. La ponte (ou « oothèque ») est blanchâtre ou rosâtre, et consiste en un cordon en spirale composé de milliers d’œufs d'environ 70 µm : le nudibranche le dépose sur les branches des hydraires,. De ces œufs éclosent des larves véligères.